# George Wagstaffe Simmons
George Wagstaffe Simmons était un arbitre anglais de football des années 1900 et 1910. Il fait partie du staff de l'équipe britannique de football aux Jeux olympiques 1912, qui remporta la médaille d'or.

## Carrière
Il a officié dans une compétition majeure : 
- JO 1912 (1 match)